# San Giorgio a Liri
San Giorgio a Liri est une commune italienne de la province de Frosinone dans la région Latium en Italie.

## Administration
| Période                                  | Période | Identité | Étiquette | Qualité |
| ---------------------------------------- | ------- | -------- | --------- | ------- |
|                                          |         |          |           |         |
| Les données manquantes sont à compléter. |         |          |           |         |

### Hameaux
Torricelli, Cese, Iumari

### Communes limitrophes
Castelnuovo Parano, Esperia, Pignataro Interamna, Sant'Apollinare, Vallemaio